# 阿拉达 (奥瓦尔)
阿拉达是葡萄牙阿威罗区的一个堂区。总面积15.34平方公里，总人口3430人，人口密度223.6人/平方公里。